# Shark Island (Namibia)
Shark Island (deutsch Haifischinsel), in der postkolonialen Literatur auch selten Todesinsel, war eine Insel und ist heute eine Halbinsel im äußersten Südwesten Namibias im Südatlantik in der Lüderitzbucht.
Die Haifischinsel wurde im April 2018 zur Aufnahme in die Liste des Nationalen Erbes Namibias vorgeschlagen und ist seit 15. Februar 2019 ein nationaler Gedenkort.

## Geographie
Durch eine künstliche Landbrücke im Süden zum afrikanischen Festland bei der Stadt Lüderitz wurde die frühere Insel ‚Angra Pequena‘ 1906 zur Halbinsel. Der Name dieses Gebietes lautet in Khoekhoegowab ǃNamiǂNûsKlicklaut.
Den nördlichen Abschluss der Halbinsel bildet das so genannte Haifischriff (Riff). Einen Kilometer nördlich davon befindet sich Penguin Island, die, wie früher die ehemalige Insel, zu den Penguin Islands gezählt wird.
Die Haifischinsel ist etwa 1,7 × 0,33 Kilometer groß und hat eine Fläche von knapp 32 Hektar.

## Geschichte

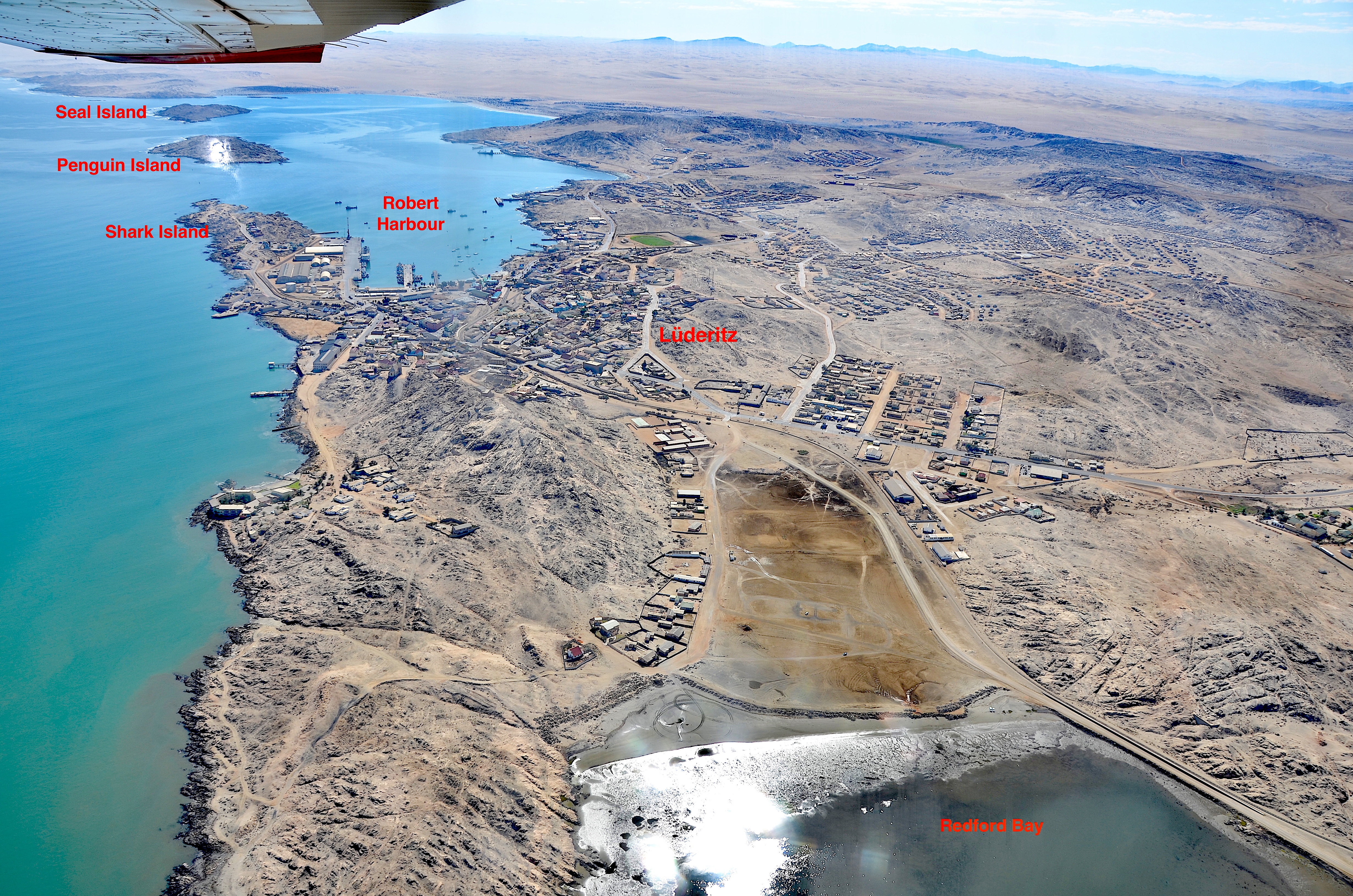
Luftaufnahme der Haifischinsel mit Lüderitz

Shark Island beherbergte von 1904 bis 1912 ein Lazarett sowie ein Konzentrations- und Internierungslager, in dem während des Völkermord an den Herero und Nama rund 2000 gefangen genommene Orlam und Nama mit ihren Familien inhaftiert gehalten wurden. Zwischen 1032 und 3000 Menschen kamen durch die hier herrschenden schlechten Hygiene- und Witterungsverhältnisse und systematische Unterernährung (Skorbut) sowie durch Erschöpfung aufgrund der schweren körperlichen Arbeit beim Bau der Eisenbahnschienen und des Hafens oder als Bedienstete der weißen Siedler um.
Zu den besonders brutalen Einschüchterungsstrategien im Konzentrationslager gehörten Vergewaltigungen und verschiedene Formen der Folter, Vergiftungen, medizinische Experimente und öffentliche Hinrichtungen. Gefangene Frauen wurden gezwungen, die Köpfe der getöteten Häftlinge zu kochen und abzuschaben, die dann zu pseudowissenschaftlichen Forschungszwecken nach Berlin verschifft wurden. Zu den Insassen des Konzentrationslagers, die auf der Haifischinsel umkamen, gehörte der Widerstandskämpfer und Anführer des Volkes der Nama ǃAman Cornelius Fredericks, der am 16. Februar 1907 hier enthauptet und dessen Schädel nach Deutschland geschickt wurde.
Ab 26. September 1906 ließ das Hafenamt von den Kriegsgefangenen Sprengungen und Aufschüttungen an der Südostseite der Insel vornehmen, durch die die Insel zur Halbinsel wurde.
Auf der Halbinsel befinden sich der Leuchtturm Shark Island, der historische Friedhof sowie ein Campingplatz von Namibia Wildlife Resorts (NWR).

### Aufarbeitung der Kolonialzeit
Das Forschungsprojekt „German Colonial Genocide in Namibia“ untersuchte und rekonstruierte in einer multidisziplinären Recherche die Verbrechen auf der Todesinsel. Die Künstlergruppe Forensis gemeinsam mit Forensic Architecture, dem European Center for Constitutional and Human Rights, dem Juristen John Nakuta der Universität Namibia und Kambanda Veii, Gründungsmitglied der Ovaherero Genocide Foundation, dokumentierten die bis heute andauernde Unrechtserfahrung der Bevölkerung im Zusammenhang mit den Kolonialverbrechen. Die Karte und der Bericht, die auf digitaler Recherche und Feldforschung sowie auf Archivmaterial und Aussagen von Nachfahren der Opfer der Haifischinsel beruhen, sind Teil einer größeren Untersuchung.
Pläne im April 2024 zur Erweiterung des Hafen Lüderitz stoßen bei Vertretern der Herero und Nama auf Ablehnung, da sie die Halbinsel als historischen Gedenkort in Gefahr sehen.
Ende Juli 2025 gab NWR bekannt, dass die touristische Nutzung des Gebietes zu Ende 2025 eingestellt wird und das Gebiet dem namibischen Denkmalrat zur weiteren Nutzung übergeben wird. Damit soll dem historischen Wert der Haifischinsel Genüge getan werden.

## Galerie

Blick über Lüderitz auf die Haifischinsel (um 1910)
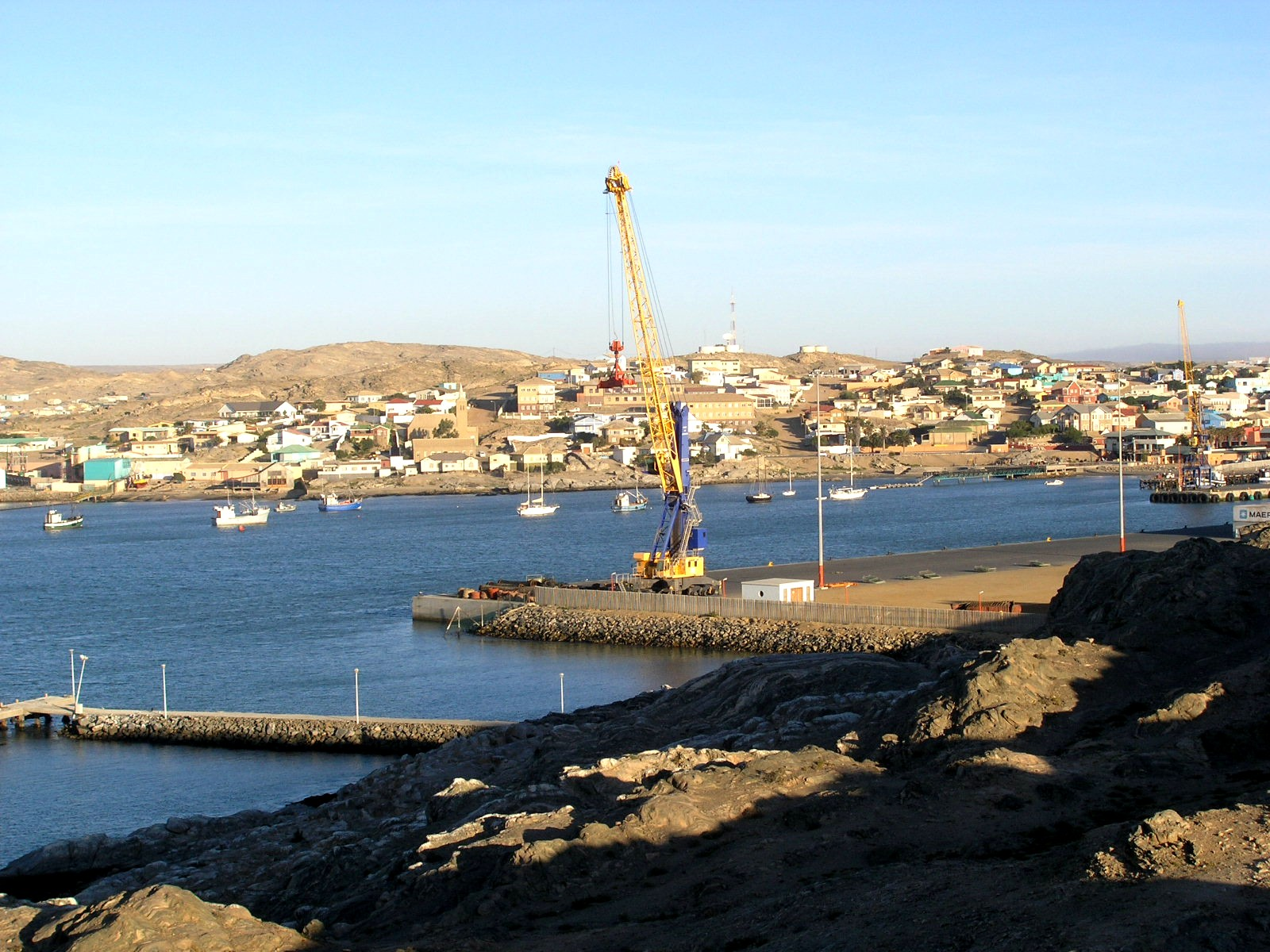
Blick von Shark Island auf Lüderitz (2006)
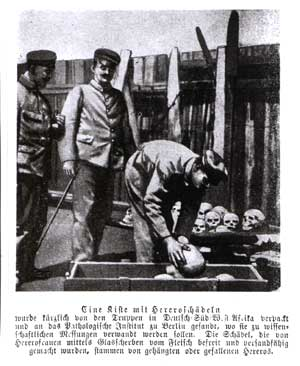
Beamte verpacken Schädel von Herero in Kisten für den Transport nach Berlin (1907)

## Dokumentarfilm
- German Colonial Genocide: Shark Island – Künstlergruppe Forensis mit ihrer Schwesteragentur Forensic Architecture, 28. Juni 2024